# Ingrain壁紙

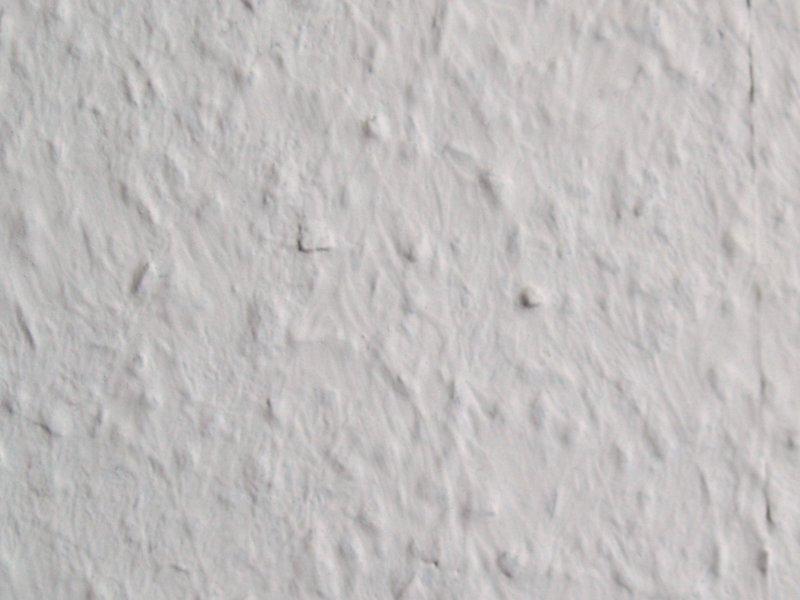
地下壁紙的結構

Ingrain壁紙（英語：Ingrain wallpaper or wood-chip），是一種裝飾材料，由德國藥劑師胡戈·厄爾富於1864年發明。這種壁紙由兩層紙組成，中間夾有木纖維，並根據纖維片的大小和形狀來區分不同種類。最初，Ingrain壁紙是由胡戈·厄爾富祖父創立的公司銷售，最初用作商店櫥窗的裝飾，但從20年代開始也作為壁紙使用。
在德國，Ingrain壁紙是最常用的壁紙類型之一，並且從20世紀60年代開始，在英國也變得相當常見。然而，它有一個挑戰，那就是它很難去除，特別是當已經塗了幾層油漆時。因此，要注意在使用Ingrain壁紙時，可能需要更多的努力和謹慎來處理壁紙的更換或移除。